# Флорис-да-Кунья
Флорис-да-Кунья (порт. Flores da Cunha)  —  муниципалитет в Бразилии, входит в штат Риу-Гранди-ду-Сул. Составная часть мезорегиона Северо-восток штата Риу-Гранди-ду-Сул. Входит в экономико-статистический  микрорегион Кашиас-ду-Сул. Население составляет 28 195 человек на 2006 год. Занимает площадь 272,662 км². Плотность населения — 103,4 чел./км².

## История
Город основан 18 мая 1924 года.

## Статистика
- Валовой внутренний продукт на 2003 составляет 450.783.287,00 реалов (данные: Бразильский институт географии и статистики).
- Валовой внутренний продукт на душу населения на 2003 составляет 17.256,18 реалов (данные: Бразильский институт географии и статистики).
- Индекс развития человеческого потенциала на 2000 составляет 0,839 (данные: Программа развития ООН).